# 1926 год в музыке

## События
- В СССР проходят гастроли двух американских джаз-бандов. А. Цфасманом создан первый советский ансамбль, игравший джаз на профессиональном уровне[1].
- В Ленинграде выходит сборник «Джаз-банд и современная музыка» под редакцией С. Л. Гинзбурга[2].

## Академическая музыка
- 12 мая — премьера Симфонии № 1 Шостаковича.
- 18 декабря — основан Эстонский национальный симфонический оркестр.

## Опера
- 25 апреля — премьера «Турандот» Пуччини.

## Выпущенные альбомы
- The Hot Fives & Sevens vol. 2 (Луи Армстронг)

## Песни
- Kansas City Shuffle Б. Мотена.
- «Клён ты мой опавший» (муз. В.Липатов, сл. С.Есенин)
- «Письмо матери» (муз. В.Липатов, сл. С.Есенин)
- «Бублички» (муз. Г.Богомазов, сл. Я.Ядов)

## Награды
- Налбандян, Ованес Аракелович — заслуженный артист Республики.

## Родились

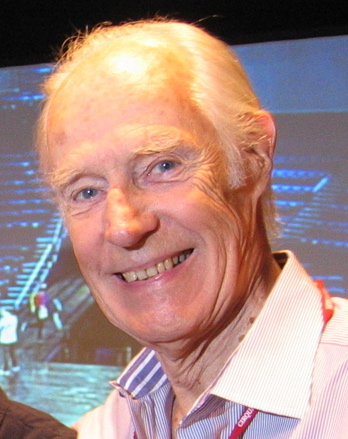
Джордж Мартин

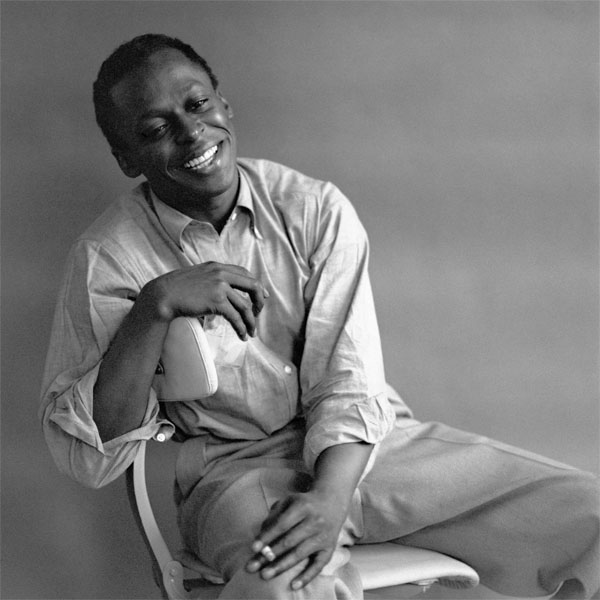
Майлз Дэвис

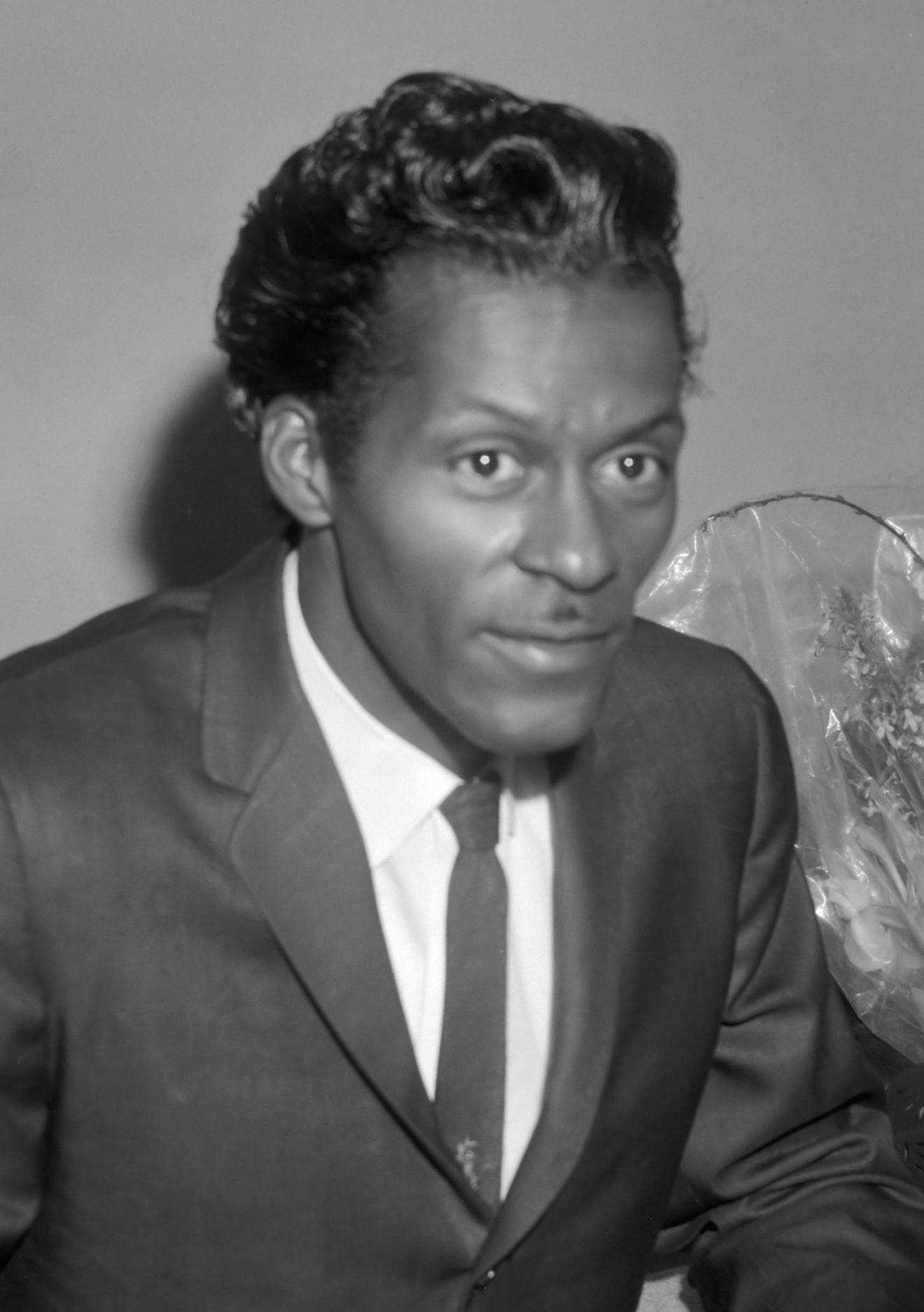
Чак Берри

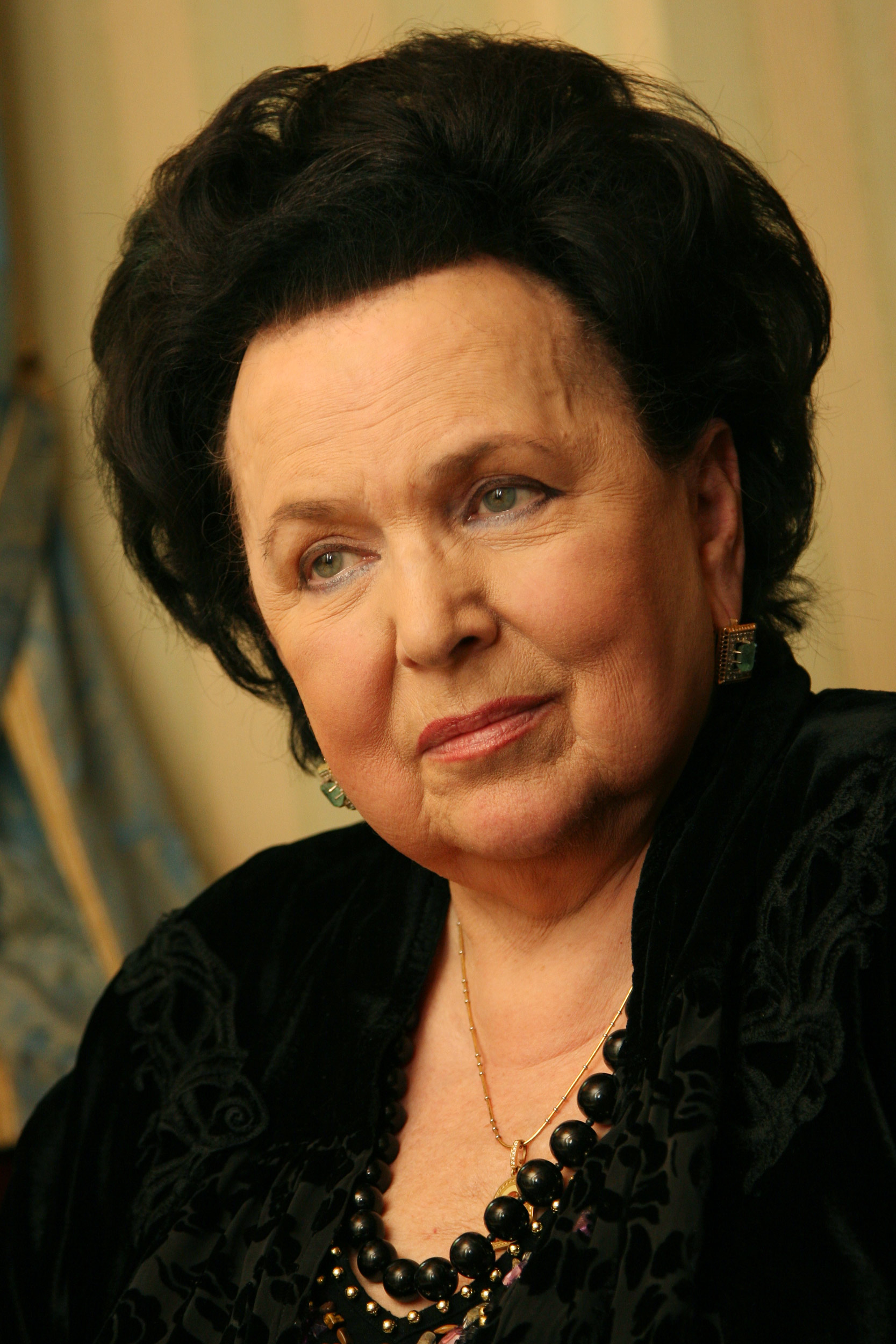
Галина Вишневская

### Январь
- 3 января — Джордж Мартин (ум. 2016) — британский музыкальный продюсер, аранжировщик и композитор
- 9 января — Баки Пиццарелли (ум. 2020) — американский джазовый гитарист
- 16 января — Сандиа (ум. 2002) — индонезийская художница, телеведущая, педагог и поэтесса-песенница
- 22 января — Орель Николе (ум. 2016) — швейцарский флейтист и музыкальный педагог
- 29 января — Франко Черри (ум. 2021) — итальянский джазовый гитарист
- 30 января — Антон Григорьев (ум. 2001) — советский оперный певец (лирический тенор) и музыкальный педагог

### Февраль
- 2 февраля — Виктор Чепуров (ум. 2018) — советский и российский скрипач и музыкальный педагог
- 7 февраля — Марк Тайманов (ум. 2016) — советский и российский шахматист и пианист
- 14 февраля — Александер Кок[англ.] (ум. 2015) — британский виолончелист южноафриканского происхождения
- 17 февраля — Фридрих Церха (ум. 2023) — австрийский композитор, дирижёр и музыкальный педагог
- 20 февраля — Джиллиан Линн (ум. 2018) — британская балерина, танцовщица, хореограф, актриса и театральный режиссёр

### Март
- 10 марта — Александр Зацепин — советский и российский композитор
- 19 марта — Билл Хендерсон[англ.] (ум. 2016) — американский джазовый певец и актёр
- 20 марта — Наталья Ещенко (ум. 2015) — советская и украинская пианистка и музыкальный педагог
- 22 марта — Аво Увезян (ум. 2017) — американский джазовый музыкант, композитор и бизнесмен армянского происхождения
- 29 марта — Костас Вирвос[греч.] (ум. 2015) — греческий поэт-песенник

### Апрель
- 2 апреля — Макс Грегер (ум. 2015) — немецкий саксофонист, дирижёр и руководитель оркестра
- 6 апреля — Рэнди Уэстон (ум. 2018) — американский джазовый пианист и композитор
- 11 апреля — Жерваз Алан де Пейер (ум. 2017) — британский кларнетист
- 13 апреля — Козимо Матасса (ум. 2014) — американский звукорежиссёр и владелец студии звукозаписи
- 14 апреля — Эдит Питерс (ум. 2000) — американская джазовая певица
- 17 апреля — Роберт Сенатор[англ.] (ум. 2015) — британский композитор
- 19 апреля — Берл Сенофски (ум. 2002) — американский скрипач и музыкальный педагог

### Май
- 15 мая — Владимир Трошин (ум. 2008) — советский и российский певец и актёр
- 23 мая — Вольфганг Маршнер (ум. 2020) — немецкий скрипач, альтист, композитор и музыкальный педагог
- 24 мая — Борис Дубровин (ум. 2020) — советский и российский поэт-песенник и писатель
- 26 мая
  - Йозеф Горовиц (ум. 2022) — британский композитор австрийского происхождения
  - Майлз Дэвис (ум. 1991) — американский джазовый трубач и бэнд-лидер
- 30 мая — Джонни Гимбл[англ.] (ум. 2015) — американский кантри-музыкант, скрипач группы Bob Wills and His Texas Playboys

### Июнь
- 4 июня — Фатьма Мехралиева (ум. 2000) — советская и азербайджанская певица и актриса
- 9 июня
  - Херб Ремингтон[англ.] (ум. 2018) — американский музыкант, гитарист группы Bob Wills and His Texas Playboys
  - Джорджия Холт (ум. 2022) — американская актриса, певица и модель
- 11 июня — Карлайл Флойд (ум. 2021) — американский оперный композитор
- 23 июня — Ларс Юхан Верле (ум. 2001) — шведский композитор

### Июль
- 4 июля — Мэри Стюарт (ум. 2002) — американская актриса и певица
- 13 июля — Бенгт-Арне Валлин[швед.] (ум. 2015) — шведский джазовый трубач, композитор и аранжировщик
- 14 июля
  - Богумил Грегор (ум. 2005) — чешский дирижёр
  - Ян Кренц (ум. 2020) — польский композитор и дирижёр

### Август
- 1 августа — Тео Адам (ум. 2019) — немецкий оперный певец (бас-баритон) и оперный режиссёр
- 3 августа — Тони Беннетт (ум. 2023) — американский эстрадный певец
- 5 августа — Мария Васильева (ум. 2016) — советская и российская певица и работница телевидения
- 11 августа — Виктор Гурьев (ум. 2020) — советский и белорусский оперный певец (тенор)
- 13 августа — Валентина Левко (ум. 2018) — советская и российская оперная и камерная певица (контральто, меццо-сопрано) и музыкальный педагог
- 14 августа — Бадди Греко (ум. 2017) — американский джазовый пианист и певец
- 19 августа — Тиёносукэ Адзума (ум. 2000) — японский актёр, танцор и педагог
- 24 августа — Мария Антонова (ум. 2020) — советская и российская певица
- 26 августа — Анаит Цицикян (ум. 1999) — советская и армянская скрипачка, музыковед и музыкальный педагог

### Сентябрь
- 1 сентября — Франко Гулли (ум. 2001) — итальянский скрипач
- 3 сентября — Глеб Никитин (ум. 1999) — советский и российский флейтист и музыкальный педагог
- 7 сентября — Ронни Гилберт[англ.] (ум. 2015) — американская певица, автор песен и актриса, вокалистка группы The Weavers
- 11 сентября — Евгений Беляев (ум. 1994) — советский и российский певец (лирический тенор)
- 17 сентября
  - Билл Блэк[англ.] (ум. 1965) — американский музыкант, басист Элвиса Пресли
  - Джек Макдафф (ум. 2001) — американский джазовый органист
  - Виктор Розанов (ум. 2001) — советский, украинский и немецкий оперный певец (лирический тенор)
- 21 сентября — Лев Голованов (ум. 2015) — советский и российский танцовщик, хореограф и балетный педагог
- 23 сентября — Джон Колтрейн (ум. 1967) — американский джазовый саксофонист и композитор
- 26 сентября — Джули Лондон (ум. 2000) — американская джазовая певица и актриса
- 28 сентября — Наталия Сорокина (ум. 2018) — советская и российская исполнительница на гуслях
- 30 сентября — Константин Огневой (ум. 1999) — советский и украинский оперный и эстрадный певец (лирический тенор) и музыкальный педагог

### Октябрь
- 7 октября — Марчелло Аббадо (ум. 2020) — итальянский пианист и композитор
- 9 октября — Борис Львов-Анохин (ум. 2000) — советский и российский театральный режиссёр, театровед и балетовед
- 13 октября — Рэй Браун (ум. 2002) — американский джазовый контрабасист
- 16 октября — Гансхайнц Шнеебергер (ум. 2019) — швейцарский скрипач
- 18 октября — Чак Берри (ум. 2017) — американский певец, гитарист и автор песен
- 19 октября — Марджори Толчиф (ум. 2021) — американская балерина
- 23 октября — Жан Варленд[нем.] (ум. 2015) — бельгийский контрабасист, композитор и аранжировщик
- 25 октября — Галина Вишневская (ум. 2012) — советская оперная певица (сопрано), актриса, театральный режиссёр и педагог
- 29 октября — Джон Викерс (ум. 2015) — канадский оперный певец (тенор)

### Ноябрь
- 7 ноября — Джимми Хэскелл[англ.] (ум. 2016) — американский композитор и аранжировщик
- 19 ноября — Нобуо Хара (ум. 2021) — японский джазовый саксофонист и руководитель оркестра
- 20 ноября — Наталья Ажикмаа-Рушева (ум. 2015) — советская и российская тувинская балерина

### Декабрь
- 9 декабря — Ремзие Тарсинова (ум. 2021) — советская таджикская, крымскотатарская и украинская танцовщица и балетмейстер, художественный руководитель ансамбля «Хайтарма»
- 23 декабря — Виталий Кирейко (ум. 2016) — советский и украинский композитор и музыкальный педагог
- 25 декабря
  - Клара Крахмалёва (ум. 2017) — советская и российская актриса оперетты
  - Эдем Налбандов (ум. 1999) — советский и украинский композитор и хормейстер
- 26 декабря — Эрл Браун (ум. 2002) — американский композитор

### Без точной даты
- Эрл Бернард Мюррей (ум. 2002) — американский трубач и дирижёр

## Скончались

### Январь
- 4 января — Франц Штокхаузен (86) — французский хоровой дирижёр
- 5 января — Виктор Бендикс (74) — датский композитор, пианист и дирижёр
- 6 января — Эмиль Паладиль (82) — французский композитор
- 14 января — Йозеф Зульцер (75) — австрийский виолончелист и композитор
- 18 января — Луиза Блаха (75) — венгерская актриса и певица
- 26 января — Луиджи Биккьераи (80) — итальянский скрипач

### Февраль
- 5 февраля — Андре Жедальж (69) — французский композитор и музыкальный педагог
- 27 февраля — Элиджио Кремонини (71/72) — итальянский виолончелист и музыкальный педагог

### Март
- 3 марта — Юлиус Эпштейн (93) — австрийский пианист и педагог
- 7 марта
  - Ашуг Алескер (104/105) — азербайджанский ашуг
  - Индржих Каан фон Альбест (73) — чешский композитор и музыкальный педагог
- 17 марта — Николай Бер (65) — российский концертмейстер, композитор, дирижёр и собиратель русского песенного фольклора
- 22 марта — Йозеф Бехт (67) — немецкий органист
- 26 марта — Франц Кнайзель (61) — американский скрипач и музыкальный педагог немецко-румынского происхождения

### Апрель
- 25 апреля — Луи Кефер (83) — бельгийский скрипач, композитор и музыкальный педагог

### Май
- 8 мая — Рида Джонсон Янг[англ.] (51) — американская писательница, драматург, автор песен и либреттистка
- 17 мая — Флориан Зайиц (73) — немецкий скрипач и музыкальный педагог чешского происхождения
- 21 мая — Георгий Катуар (65) — русский теоретик музыки и композитор
- 23 мая — Ганс фон Кёсслер (73) — немецкий композитор и музыкальный педагог
- 26 мая — Леонид Добронравов (38) — русский, румынский и французский писатель, актёр, режиссёр и пианист
- 29 мая — Антонин Бенневиц (93) — чешский скрипач, дирижёр и музыкальный педагог

### Июнь
- 10 июня — Луи Франсуа Флёри (48) — французский флейтист
- 14 июня — Бертольд Келлерман (73) — немецкий пианист, дирижёр и музыкальный педагог
- 22 июня — Герман Зутер (56) — швейцарский композитор, дирижёр и музыкальный педагог

### Июль
- 6 июля — Аким Волынский (63) — русский и советский литературный критик, искусствовед и балетовед
- 21 июля — Фердинанд Вагнер (28) — немецкий дирижёр
- 26 июля — Элла Адаевская (80) — русская пианистка, композитор и этномузыковед

### Август
- 26 августа — Давид Крейн (56/57) — русский и советский скрипач и музыкальный педагог

### Сентябрь
- 9 сентября — Антон Андерсен (80) — шведский виолончелист, композитор и музыкальный педагог норвежского происхождения
- 29 сентября — Ханс Вессели (63) — австрийский скрипач и музыкальный педагог

### Октябрь
- 3 октября — Фриц Бассерман (76) — немецкий скрипач и музыкальный педагог

### Ноябрь
- 4 ноября — Андре Вормзер (75) — французский композитор
- 11 ноября — Болеслав Доманевский (69) — польский пианист и музыкальный педагог
- 26 ноября
  - Фриц Кассирер (55) — немецкий дирижёр и музыковед
  - Элишка Красногорская (79) — чешская писательница, переводчица, поэтесса, драматург и либреттистка

### Декабрь
- 3 декабря — Цирил Методей Граздира (58) — чешский дирижёр и композитор
- 17 декабря — Александр Кастальский (70) — русский и советский композитор, хоровой дирижёр, фольклорист и музыковед

### Без точной даты
- Василий Бреккер (62/63) ― русский кларнетист и музыкальный педагог немецкого происхождения